# Els Déus Dels Mars
Els Déus Dels Mars (The Gods of Mars) és una novel·la de ciència-ficció i fantasia de l'escriptor estatunidenc Edgar Rice Burroughs i la segona de la sèrie Barsoom de Burroughs. Compta amb els personatges de John Carter i la dona de Carter, Dejah Thoris. Es va publicar per primera vegada a The All-Story com una sèrie de cinc parts als números de gener-maig de 1913. Més tard es va publicar com a novel·la completa per AC McClurg el setembre de 1918 i en moltes edicions posteriors.

## Resum
Com és habitual per a ell, Burroughs comença amb una història marc que explica com ell (Burroughs) va entrar en possessió del text. Al final del primer llibre, Una princesa de Mart, John Carter va ser transportat a la Terra sense voler. La història pròpiament dita comença amb la seva arribada a Barsoom (Mart) després d'una separació de deu anys amb Dejah Thoris, el seu fill per néixer, i el poble marcià vermell de la nació d'Heli, a qui ha adoptat com a propi. Malauradament, Carter es materialitza a l'únic lloc de Barsoom d'on ningú pot sortir: el Valley Dor, que és el més enllà de Barsoom.

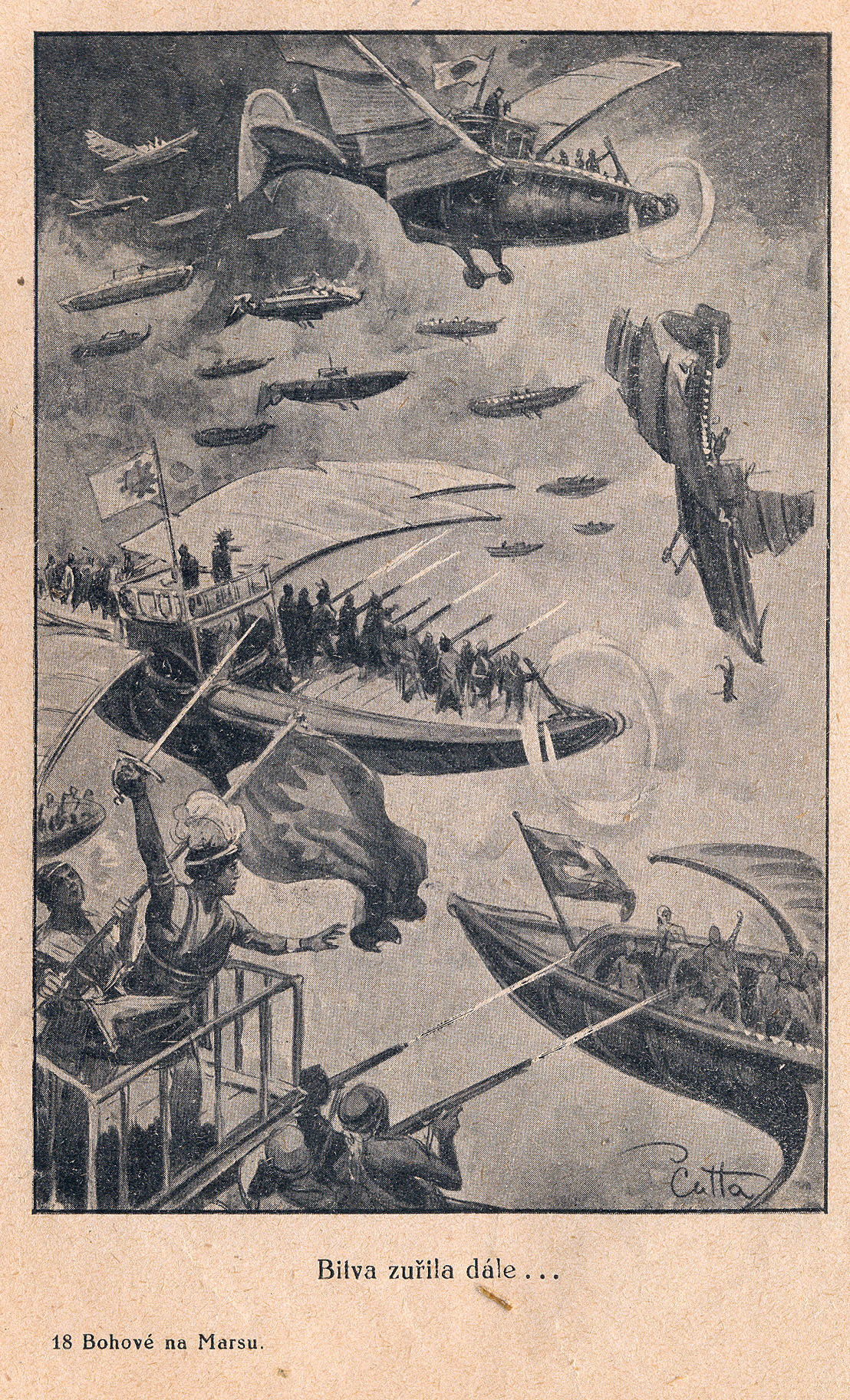
Il·lustració d'una batalla volant, per V. Čutta, de l'edició txeca de 1928 publicada per Ladislav Šotek, Praga.

Després de l'arribada de John Carter, un vaixell de marcians verds al riu Iss és emboscat pels homes planta fins llavors desconeguts. L'únic supervivent és el seu amic Tars Tarkas, el Jeddak de Thark, que ha fet el pelegrinatge a la Vall de Dor per trobar Carter. Després d'haver salvat les seves pròpies vides, Carter i Tars Tarkas descobreixen que els Thern, una raça de pell blanca de déus autoproclamats, han enganyat durant eons els barsoomians en altres llocs amb la mentida que el pelegrinatge a la vall de Dor és un viatge al paradís. La majoria dels arribats són assassinats per les bèsties que habiten aquí, i els supervivents esclavitzats o menjats per Therns.
Carter i Tars Tarkas rescaten Thuvia, una esclava, i intenten escapar, aprofitant la confusió causada per un atac dels Pirates Negres de Barsoom als Therns. Durant l'atac, Tars Tarkas i Thuvia segresten un volador pirata negre, mentre en Carter s'escapa a bord d'un altre, matant a tots els pirates menys un i rescatant una princesa Thern captiva. Del pirata Xodar capturat, Carter s'assabenta que els Pirates Negres, anomenats els "Primogènits", també es veuen a ells mateixos com a déus i, per tant, s'aprofiten dels Therns; i, a més, identifica la Thern captiva com Phaidor, filla del "Sant Hekkador" (gran sacerdot) dels Thern. Quan el seu volant és recapturat pels primogènits i portat al seu regne subterrani d'Omean, Carter és portat davant Issus, l'autoproclamada deessa de Barsoom, que dicta els Therns mitjançant comunicacions secretes que confonen amb revelació divina.
Issus pren a Phaidor com a donzella durant un any marcià; mentre que Carter és empresonat, amb Xodar com el seu esclau com a càstig per ser derrotat per Carter. Després Carter el tracta amb honor, i així es guanya la seva amistat. A la presó, es troben amb un jove identificat més tard com el fill de Carter, Carthoris, amb qui Carter és portat a una sèrie de jocs en què les serventes de l'any anterior són assassinades i després menjades per Issus i els seus nobles. Carter lidera una revolta dels presoners, matant molts dels primogènits; i després de la repressió de la seva revolta, ell i Carthoris s'escapen a través de túnels i s'entreguen a guàrdies que no coneixien la revolta per ser retornats a la seva presó. En saber de la revolta, Xodar rebutja la divinitat d'Issus i s'uneix als altres per escapar. Després d'abandonar els seus avions, es troben amb Thuvia, que descriu la captura de Tars Tarkas pels guerrers verds de Warhoon (un clan rival al seu). Carter va a rescatar Tars Tarkas, però és descobert pels seus enemics. Després d'una persecució, Thuvia és enviada sola, muntada, mentre els homes intenten lluitar contra els Warhoons. Són rescatats per l'armada d'Heli però no troben Thuvia. El comandant d'un dels vaixells de guerra és l'amic de Carter, Kantos Kan, però la flota està comandada per Zat Arras, un Jed (cap) de l'estat client hostil de Zodanga, i Carter és sospitós de tornar de la Vall de Dor, que és castigat amb la mort. Tardos Mors, el Jeddak d'Heli, i Mors Kajak, el Jed d'Hastor (l'avi i el pare, respectivament, de Dejah Thoris i, per tant, els sogres de Carter) estan absents d'Heli, havent dirigit flotes a la recerca de Carthoris. Més tard, Carter descobreix que Dejah Thoris podria haver fet el pelegrinatge a la Vall Dor per trobar-lo.
En tornar a Heli, Carter és jutjat per heretgia pels Zodangans; però la gent d'Heli no ho tolera. Zat Arras empresona Carter després que aquest rebutgi l'oferta de llibertat de Zat Arras a canvi d'avalar Zat Arras com a Jeddak d'Heli, i és empresonat durant 365 dies fins que el seu fill l'allibera. Després va a rescatar Dejah Thoris amb una flota de 1.000 cuirassats poderosos, 5.000 creuers de deu homes, 10.000 embarcacions d'exploració de cinc homes i 100.000 exploradors d'un sol home, juntament amb 900 grans vaixells de tropes i els seus escortes, que transporten 250.000 guerrers marcians verds, tots tripulats per un milió d'homes de lluita d'Heli.
A prop d'Omean, Carter és desafiat primer pels Thern amb una flota de milers de cuirassats. Carter envia deu cuirassats per protegir-se de la flota dels First Born. A continuació, desembarquen 100.000 guerrers marcians verds per atacar la casa dels Holy Therns i s'enfronten a la flota Thern. Després que els guerrers verds facin patir una gran pèrdua als Thern, Carter ordena als guerrers verds que tornin a embarcar-se en els seus transports, perquè la flota havia detectat una altra flota enemiga de 5.000 vaixells comandada per Zat Arras. En albirar la flota de Zat Arras, els Thern van reprendre el foc. La flota d'en Carter va tornar a enfrontar-se a la flota de Thern i va fer desembarcar els guerrers verds amb ordres de devastar els Therns encara més ferotgement.
Mentre Carter lluitava contra els Thern, els deu cuirassats que va enviar per protegir-se dels First Born es va veure que es retiraven. Per un moment, Carter cau en la desesperació abans d'unir-se als seus homes en la lluita. Després d'agafar un vaixell Thern, s'uneix a Kantos Kan, que va donar el seu cop. A bord de la flota de Zat Arras, les tripulacions Helimètiques es van aixecar contra els soldats de Zodangan i van prendre el control de tots els vaixells de la flota de Zat Arras, a excepció del seu vaixell insígnia. Carter va dirigir un grup d'embarcament al vaixell insígnia de Zat Arras i va aclaparar les tropes de Zodangan. Zat Arras es va llançar per la borda a la seva mort després de rebre l'ordre de rendir-se de Carter.
Després de veure que els vaixells de guerra dels Therns i els First Born lluitaven sempre que es trobaven, va ordenar que els seus vaixells d'Heli es desenganxessin i es retiressin al sud-oest de la batalla. També va ordenar als guerrers verds que tornessin a embarcar-se als seus transports i que aquests s'incorporessin a la flota principal. Carter va donar a Xodar el comandament de 5.000 cuirassats i els transports i el va enviar directament al temple d'Issus, amb ordres d'aterrar al jardí d'Issus o a la plana circumdant. Carter, Carthoris i Kantos Kan van portar la resta de la flota (500 vaixells) a Omean, per atacar a través dels pous sota el temple. Van capturar un submarí First Born comandat per Yersted, que li diu a Carter que Dejah Thoris encara és viva. Abans, Carter l'havia donat com a morta, abans que la informació d'Yersted li fes adonar-se que un any de Mart és de 687 dies, en lloc dels 365 dies d'un any terrestre. De la seva força, Carter va reunir una força de 5.000 homes, per ser dirigida per Carthoris a través dels pous sota el temple d'Issus.
No obstant això, els túnels s'estaven inundant lentament, perquè les bombes d'Omean havien estat aturades. Durant la marxa, l'aigua havia pujat a tal nivell que Carter es va veure obligat a cridar una part de les tropes per entrar en un túnel divergent. Dels 3.000 soldats (30 utans) que obeïen a Carter, la majoria van escapar. Les baixes van ser mínimes. No obstant això, durant la marxa es va iniciar un incendi químic al túnel pel qual estaven desfilant, presumiblement per part dels Primogènits. Carter va ordenar que uns 2.000 soldats pugessin un altre túnel. Va tornar a les flames per assegurar-se que cap soldat havia quedat enrere. No obstant això, quan es va girar per seguir els seus homes, va trobar una gran reixa d'acer que bloquejava el camí del túnel. En poc temps, el fum es va fer tan intens que es va veure obligat a tornar pel túnel amb l'esperança d'una mort més fàcil per ofegament. No obstant això, va aconseguir escapar per un altre túnel, que el va portar directament a Dejah Thoris. La va amagar als pous dels quals acabava de sortir i va anar a buscar els seus homes. Es va trobar en una cambra on 500 homes, tant marcians vermells com primogènits, lluitaven fins a la mort. Amb l'addició de Carter, les línies negres es van trencar i els guerrers First Born van fugir. Els homes de la cambra també van presenciar la càrrega dels guerrers verds, que van trencar la fina línia negra que defensava el jardí. Encapçalant els supervivents de la força vermella, guiat per Carthoris, va tornar als pous on havia amagat Dejah Thoris. En trobar-la desapareguda, Carthoris el va conduir a la cambra d'Issus. Carter la va fer presonera i durant l'enfrontament, un miler d'homes vermells van irrompre a la cambra. Issus es va tornar boja, i durant la seva bogeria, va dir a Carter que Dejah Thoris, Thuvia i Phaidor estaven empresonades al Temple del Sol, cadascuna de les habitacions del qual només obre un cop l'any. Issus les va posar allà específicament per fer mal a Carter, ja que Issus era conscient que totes tres estaven enamorats d'ell. Carter i els seus homes s'esforcen per trobar les claus de la seva cel·la a temps, però no tenen èxit. Immediatament abans que la seva habitació tanqui, Phaidor intenta matar Dejah Thoris, i el seu èxit o fracàs es desconeix al final del llibre. (La història continua al tercer llibre, la sèrie marciana, The Warlord of Mars.)

## Escriptura
El 4 de març de 1912, l'editor de Burrough a All-Story Magazine, Newell Metcalf, va escriure suggerint una seqüela de Under the Moons of Mars (el títol original d' Una princesa de Mart abans de la publicació completa com A Princess of Mars). La vall de Dor, el riu Iss i el mar de Korus eren llocs clau en la concepció marciana del cel o de la vida més enllà, que Burroughs havia introduït a Una princesa de Mart. Metcalf, que pensava que l'atractiu d'aquests llocs místics podria ser fort per als lectors de la història anterior, va suggerir que John Carter podria arribar de la Terra a aquest lloc i ser fonamental per exposar i destruir aquesta religió com una falsedat. Aquestes idees, que potser ja li havien passat a Burroughs, semblaven molt inspiradores.
Durant 1912 Burroughs havia estat treballant en Tarzan of the Apes, que va acabar el juny d'aquell any. El 20 de setembre de 1912 Burroughs gairebé havia completat la seqüela d'Una princesa de Mart, que es titulava The Gods of Mars. Va ser presentada el 2 d'octubre de 1912. Metcalf havia suggerit matar Dejah Thoris a la història, però Burroughs va admetre que no podia fer-ho. Tot i que els lectors ja s'havien queixat del suspens creat al final d'Una princesa de Mart, Burroughs, una vegada més, va produir una història amb un final en suspens. La història es va anunciar al número de desembre de 1912 de la revista All-Story.

## Publicació
The Gods of Mars es va publicar en cinc parts a la revista All-Story, la primera part publicada el gener de 1913 i la part final publicada el maig de 1913. A Burroughs se li van pagar 750 dòlars per la novel·la.

## Introducció
Burroughs va presentar A Princess of Mars, la primera novel·la de Barsoom com si es tractés d'un relat real que se li va transmetre personalment. S'imagina a John Carter com una figura avuncular coneguda per la seva família des de feia anys que va confiar el manuscrit de la novel·la a Burroughs per a la seva publicació 21 anys després. The Gods of Mars és la segona novel·la de Barsoom en que utilitza aquest dispositiu. John Carter 'visita' Burroughs 12 anys després dels esdeveniments d'A Princess of Mars, afirmant haver dominat el secret dels viatges interplanetaris i afirmant que aquesta serà l'última vegada que farà un viatge d'aquest tipus des de la seva llar d'adopció. Tanmateix, el dispositiu es va utilitzar en dues novel·les més de Barsoom, The Chessmen of Mars i Swords of Mars.

## Gènere
Tot i que la novel·la és un exemple de ciència-ficció, està més estretament relacionada amb el gènere romàntic planetari. El gènere és semblant a l'espasa i la bruixeria, però inclou aspectes científics. Els romanços planetaris tenen lloc principalment a la superfície d'un món alienígena, sovint inclouen lluites amb espases, monstres, elements sobrenaturals com les habilitats telepàtiques (a diferència de la màgia) i civilitzacions similars a la Terra en èpoques pre-tecnològiques, especialment amb la inclusió de regnes, imperis o societats religioses. Les naus espacials poden aparèixer, però no són centrals a la història (cosa que fa que aquests contes siguin diferents de la space opera, on les naus espacials solen ser un focus clau de la narració). Hi havia alguns romanços planetaris abans de la publicació de les novel·les de Barsoom, però A Princess of Mars i The Gods of Mars i altres novel·les de la sèrie Barsoom van ser les més influents en les nombroses històries similars que es van publicar posteriorment.

## Configuració

### Base científica
La visió de Mart de Burroughs es va inspirar vagament en l'especulació astronòmica de l'època, especialment en la de Percival Lowell, que veia el planeta com un món antigament semblant a la Terra que ara esdevenia menys hospitalari per a la vida a causa de la seva avançada edat, els habitants del qual havien construït canals per portar l'aigua de Mart dels casquets polars per regar la resta de terres cultivables. Lowell va ser influenciat per l'astrònom italià, Giovanni Virginio Schiaparelli, que el 1878 havia observat característiques a Mart que va anomenar canali (en italià séquies). La traducció errònia d'això a l'anglès com a "canals" (enlloc de "channels") va alimentar la creença que el planeta estava habitat. La teoria d'un planeta habitat amb aigua corrent va ser refutada per les dades proporcionades per sondes russes i americanes com les dues missions víkings que van trobar un món mort i congelat on l'aigua no existeix en estat fluid.
La vall de Dor, amb l'anell de penya-segats al seu voltant i el mar de Korus dins, es troba en un cràter d'una milla de profunditat al pol sud de Mart. No obstant això, Burroughs comet un error en fer que el sol surti a l'est i es pongui a l'oest com en qualsevol altre lloc del planeta, i les llunes són visibles des de la vall. En realitat, al pol sud, les llunes de Mart no es veurien, i el sol no sortiria per l'est i es posaria per l'oest (totes les direccions llunyanes del pol són "nord" en qualsevol cas), sinó que i·luminaria els penya-segats durant la meitat de l'any marcià i deixaria la zona envoltada de foscor durant l'altra meitat de l'any marcià. A més, a diferència del que s'esperaria al pol sud de Mart, la temperatura a la vall de Dor és suau i temperada, i tot i que això es pot explicar perquè es troba en un cràter profund, la temperatura a la fortalesa de Therns dels penya-segats dels voltants no sembla que tampoc siguin tan freds.

### Món de Barsoom
Un milió d'anys abans que comencés la narració, Mart era un món exuberant amb oceans. A mesura que els oceans van retrocedir i l'atmosfera es va aprimar, el planeta s'ha convertit en un paisatge de barbàrie parcial; vivent en un planeta envellit, amb recursos cada vegada més reduïts, els habitants de Barsoom s'han tornat endurits i guerrers, lluitant entre ells per sobreviure. Els barsoomians distribueixen l'escàs subministrament d'aigua a través d'un sistema mundial de canals, controlats per ciutats-estat en disputa. L'aprimament atmosfera marciana es reposa artificialment a partir d'una "planta de l'atmosfera".

## Temes

### Raça
La raça és un tema important a les novel·les de Barsoom. És un món amb divisions territorials clares entre les races de pell blanca, groga, negra, vermella i verda. Cadascun té trets i qualitats particulars, que semblen definir els caràcters de gairebé cada individu. No obstant això, el concepte de raça de Burroughs, tal com es descriu a les novel·les, s'assembla més a una divisió entre espècies que entre ètnies.
El primer llibre, Una princesa de Mart, va presentar els marcians verds alts, desgastats, de quatre braços, semblants als orcs, i els marcians vermells humanoides més comuns. John Carter va passar els seus primers deu anys a Mart sense saber l'existència de les altres races, a part de les pintures antigues i els frescos que representaven els marcians blancs.
The Gods of Mars introdueixen dues noves races; els Therns de pell blanca i els primogènits de pell negra, tots dos estan fortament relacionats amb la religió marciana que John Carter va exposar a la novel·la. Tots dos són humanoides com els Vermells, i de fet els Therns estan prou a prop dels blancs a la Terra que Carter va ser capaç de fer-se passar per un, i es va confondre fàcilment amb un.

#### Therns
Els Thern són de pell blanca i calbs i porten perruques rosses. Viuen en un complex ben fortificat de jardins i temples als penya-segats sobre la vall de Dor, el suposat cel marcià; els penya-segats també contenen una xarxa de coves i passatges. Els Thern controlen les perilloses bèsties que viuen a la vall i saquegen, esclavitzan o es mengen la carn dels supervivents. Es consideren una creació única, diferent d'altres marcians. Ells mateixos són asaltats pels marcians negres.

#### Marcians negres (primogènits)
Suposadament els habitants d'una lluna marciana, els marcians negres viuen en realitat al llarg de la costa tant del mar de Korus com del mar subterrani d'Omean prop del pol sud. Aparentment són els únics marcians que saben nedar. S'anomenen els 'Primogènits', creient-se una creació única entre les races marcianes, i veneren Issus, la falsa deïtat de la religió marciana. Assalten els martians blancs Therns enduent-se noies com a esclaves i tenen una armada aèria massiva, que John Carter derrota. Les noies serveixen com a donzelles de les dones marcianes negres, i Issus també les pot triar per servir-la durant un any, després del qual sempre són assassinades. Com els Thern, els marcians negres també esclavitzan alguns dels marcians vermells que baixen per l'Iss, però no els verds, que consideren indignes.

### Engany religiós
Hi ha una sèrie d'incidents d'engany religiós, o l'ús de la superstició per part dels que tenen el poder per controlar i manipular els altres, a la sèrie Barsoom. Aquest tema es va introduir a Una princesa de Mart, però és central a The Gods of Mars. En arribar als 1.000 anys d'edat gairebé tots els marcians emprenen un pelegrinatge al llarg del riu Iss esperant trobar una vall paradisíaca; però troben de fet una trampa mortal, poblada per criatures ferotges i supervisada per una raça de sacerdots caníbals cruels coneguts com a Therns, que perpetuen la religió marciana a través d'una xarxa d'espies arreu del planeta. La batalla de John Carter per localitzar les restes dels Thern i els seus amos, continua a la seqüela The Warlord of Mars. Més sacerdots enganyosos d'una nació teocràtica apareixen a The Master Mind of Mars (la sisena novel·la de la sèrie), on manipulen un ídol del temple per controlar els seguidors.
Burroughs va continuar aquest tema a les seves novel·les de Tarzan. Burroughs no era antireligiós; però estava preocupat per l'abús i l'explotació de les creences religioses, i ho veia com una característica comuna de la religió organitzada.

## Personatges
- John Carter: El capità terrícola John Carter, un "caballer de Virgínia", és un soldat de fortuna després del seu servei com a oficial a l'exèrcit confederat.[20] Després de la guerra es va traslladar al sud-oest dels Estats Units per treballar com a buscador. L'any 1866 ell i el seu soci prospector l'enriqueixen; però el company és assassinat pels indis americans i Carter es refugia en una cova on és envaït pel fum produït per una dona índia americana i es desperta a Mart. Va desaparèixer efectivament durant nou anys [mentre era a Mart], creient-lo mort, però va ressorgir a Nova York el 1876, instal·lant-se al Hudson. Semblant morir el 1886, deixant instruccions per a un Burroughs novel·litzat, que es refereix a ell com un "oncle" de la família, per enterrar-lo en una cripta, i deixant a Burroughs el manuscrit d'A Princess of Mars amb instruccions de no publicar-lo durant 21 anys més.[21] Carter no té memòria abans dels 30 anys i sembla que no envelleix mai. És expert en el comandament, l'equitació, les espases i totes les armes. Fa 6'2" d'alçada (1,88 m.), té els cabells negres i els ulls d'acer gris.[20] És honorable, valent i eternament optimista, fins i tot davant d'una mort segura.[22]
- Dejah Thoris: una princesa marciana d'Heli, que és valenta, dura i sempre té la seva determinació, malgrat que sovint es posa en perill mortal i l'amenaça de ser deshonrada pels designis luxuriosos dels malvats. És filla de Mors Kajak, jed de Lesser Heli i néta de Tardos Mors, jeddak de Heli, altament aristocràtica i ferotgement orgullosa de la seva herència.[23] Va ser presentada a principis de la primera novel·la de Barsoom, A Princess of Mars, i és l'interès amorós de John Carter.[24]
- Carthoris: Fill de Dejah Thoris i John Carter, inusual en no tenir cognom (tret que s'impliqui que és Carter); el seu nom és una barreja dels cognoms dels seus pares, tal com havien acordat. Es descriu com a digne de la seva filiació en noblesa, ferocitat i intel·ligència. A causa de l'ascendència del seu pare, és considerablement més pàl·lid que altres marcians vermells. Ell i el seu pare es coneixen per primera vegada en una presó de Black Martian i viuen aventures junts durant un temps abans d'esbrinar la seva relació de parentesc. La seva habilitat de saltar i lluitar no és diferent a la del seu pare, cosa que suggereix que a les novel·les de Burroughs, la força superior dels homes de la Terra sobre els marcians s'interpreta com a causa de la genètica en lloc de la diferència de gravetat.
- Tars Tarkas: un ferotge guerrer marcià verd, inusual entre la seva gent per la seva capacitat d'estimar. Es fa amic de John Carter i més tard lluita al seu costat. Carter l'ajuda a convertir-se en Jeddak dels marcians verds a A Princess of Mars i negocia una aliança entre els marcians verds i la ciutat-estat d'Heli.[21] Encara que Tars Tarkas mostra una certa civilització, segueix sent un noble salvatge.[25] Destaca per un sentit de l'humor irònic invocat quan nota certa ironia en la seva situació actual, com en el seu descobriment de la Vall Dor.
- Kantos Kan: Un soldat de Heli i amic de Carter, és fonamental en l'organització de l'expedició al Pol Sud, així com en frustrar els complots de Zat Arrras.
- Xodar : Un marcià negre, va ser derrotat per Carter just abans que Carter fos capturat per primera vegada pels marcians negres, i a causa de la seva derrota per Carter, va ser degradat de tota dignitat pel seu propi poble i es va convertir en l'esclau de Carter. A partir d'aleshores, serveix com un dels tinents de Carter, proporcionant una ajuda crucial a causa del seu coneixement del regne dels Marcians Negres.
- Zat Arrras: un príncep de Zodangan que ha estat governant Heli en absència del pare i l'avi de Dejah Thoris, és ambiciós i gelós de Carter, dificultant els seus esforços per tornar a Heli i retrobar-se amb Dejah. Un dels principals malvats de la història.
- Thuvia de Ptarth: una princesa de Ptarth, rescatada per John Carter dels Therns. Més tard és empresonada amb la dona de Carter, Dejah Thoris i Phaidor (vegeu més avall) en una presó que només es pot obrir un cop l'any.[17] Típicament de les heroïnes de Burrough, és dura, valenta, orgullosa i s'identifica fortament amb la seva posició aristocràtica a la societat marciana.[17][26]
- Phaidor: una noia Thern de gran rang, que s'enamora de John Carter i, per tant, enveja de Dejah Thoris. Malgrat el seu amor i estima per Carter, és cruel i sense cor com la resta de la seva raça, cosa que molestava a Carter. Es descriu com a bella, però mai s'especifica si és calba o no com els homes Thern. El seu atac a Dejah Thoris en l'últim capítol deixa un punt de suspens per al següent llibre.

## Importància literària i crítica
Molts consideren que els tres primers llibres de la sèrie marciana són una trilogia. Els llibres són una mostra del talent de Burroughs: imaginació, descripcions acolorides i aventures. La complicada i de vegades extravagant la prosa, el vocabulari i les construccions gramaticals de Burroughs són sorprenentment sofisticades per a la ficció pulp.

## Adaptació cinematogràfica
Abans de l'estrena de la pel·lícula de 2012 John Carter, els productors Jim Morris i Lindsey Collins van dir que estaven treballant en una seqüela basada en el segon llibre, amb el títol de treball John Carter: The Gods of Mars. No obstant, el pobre rendiment de la taquilla de la pel·lícula va posar en suspens els plans de seqüeles, i finalment, es van cancel·lar i el 2014. Disney va permetre que els drets de les novel·les tornessin a la propietat de Burroughs. El 2022, 10 anys després de l'estrena de la pel·lícula, el director i coguionista Andrew Stanton va compartir detalls de com hauria començat la seqüela amb TheWrap.